# Kirari Suleman Nagar
Kirari Suleman Nagar es una ciudad censal situada en el distrito de Delhi noroeste,  en el territorio de la capital nacional,  Delhi (India). Su población es de 283211 habitantes (2011). 

## Demografía
Según el censo de 2011 la población de Kirari Suleman Nagar era de 283211 habitantes, de los cuales 152348 eran hombres y 130863 eran mujeres. Kirari Suleman Nagar tiene una tasa media de alfabetización del 79,94%, inferior a la media estatal del 86,21%: la alfabetización masculina es del 87,89%, y la alfabetización femenina del 70,59%.